# لوسيانا سالازار
لوسيانا سالازار (بالإسبانية: Luciana Salazar)‏ هي مغنية وعارضة وممثلة أرجنتينية، ولدت في 7 نوفمبر 1980 ببوينس آيرس في الأرجنتين.

## وصلات خارجية
- لوسيانا سالازار على موقع IMDb (الإنجليزية)
- لوسيانا سالازار على موقع قاعدة بيانات الفيلم (الإنجليزية)
- لوسيانا سالازار على موقع كينوبويسك (الروسية)